# Franco Vignola
Franco Vignola (Strasburgo, 15 settembre 1966) è un dirigente sportivo, allenatore di calcio ed ex calciatore francese, di ruolo attaccante, dirigente del Luc-Primabue.

## Carriera

### Calciatore
Ha giocato unicamente in patria, in particolare in Division 1 con le maglie di Auxerre e Olympique Marsiglia e in Division 2 con, oltre al Marsiglia, Guingamp e Nizza. Con i marsigliesi in particolare vinse il campionato di Division 2 1994-1995, ma a causa delle irregolarità finanziarie non poté essere promosso. L'anno successivo la squadra arrivò seconda in campionato e venne quindi promossa, permettendo a Vignola di giocare con un'ultima partita in Division 1. Il resto della carriera lo passa nelle serie minori francesi.

## Palmarès

### Club

#### Competizioni internazionali
- Division 2: 1

Olympique Marsiglia: 1994-1995